# Kalikajar Wetan
Kalikajar Wetan is een bestuurslaag in het regentschap Probolinggo van de provincie Oost-Java, Indonesië. Kalikajar Wetan telt 3215 inwoners (volkstelling 2010).